# Zsennye, Vas
Zsennye  este un sat în districtul Szombathely, județul Vas, Ungaria, având o populație de 98 de locuitori (2011). 

## Demografie
Componența etnică a satului Zsennye
     Maghiari (95,74%)
     Germani (4,26%)
Componența confesională a satului Zsennye
     Romano-catolici (69,39%)
     Fără religie (9,18%)
     Reformați (5,1%)
     Luterani (4,08%)
     Necunoscută (12,24%)
Conform recensământului din 2011, satul Zsennye avea 98 de locuitori. Din punct de vedere etnic, majoritatea locuitorilor (95,74%) erau maghiari, cu o minoritate de germani (4,26%).  Din punct de vedere confesional, majoritatea locuitorilor (69,39%) erau romano-catolici, existând și minorități de persoane fără religie (9,18%), reformați (5,1%) și luterani (4,08%). Pentru 12,24% din locuitori nu este cunoscută apartenența confesională.